# 甲基三氯化锡
甲基三氯化锡是一种有机锡化合物，化学式 CH3SnCl3。

## 制备
甲基三氯化锡可以由二氯化锌和氯甲烷在四苯基氯化鏻或三氯化锑催化下反应而成：
{\displaystyle \mathrm {SnCl_{2}\ +\ ClCH_{3}\quad {\xrightarrow[{P(C_{6}H_{5})_{4}Cl}]{}}\ Cl_{3}SnCH_{3}} }
{\displaystyle \mathrm {SnCl_{2}\ +\ ClCH_{3}\quad {\xrightarrow[{SbCl_{3}}]{}}\ Cl_{3}SnCH_{3}} }

## 性质
甲基三氯化锡是一种可燃，对水敏感的固体，闪点 41 °C。